# Hauzenberg
Hauzenberg település Németországban, azon belül Bajorországban. Lakosainak száma 11 775 fő (2023. december 31.). Hauzenberg Büchlberg, Thyrnau, Untergriesbach, Wegscheid, Sonnen, Jandelsbrunn és Waldkirchen községekkel határos.

## Népesség
A település népessége az elmúlt években az alábbi módon változott:
| Lakosok száma | 808  | 2495 | 11 324 | 11 857 | 11 630 | 11 608 | 11 523 | 11 629 | 11 703 | 11 775 |
|               | 1875 | 1950 | 1970   | 1987   | 2012   | 2013   | 2015   | 2017   | 2021   | 2023   |